# Montefredane
Montefredane es uno de los 119 municipios o comunas ("comune" en italiano) de la provincia de Avellino, en la región de Campania. Con cerca de 2.304 habitantes, según el censo de 2005, se extiende por un área de 9 km², teniendo una densidad de población de 256 hab/km². Linda con los municipios de Avellino, Grottolella, Manocalzati, Prata di Principato Ultra, y Pratola Serra.

## Demografía
| Gráfica de evolución demográfica de Montefredane entre 1861 y 2001 |
|                                                                    |
| Fuente ISTAT - elaboración gráfica de Wikipedia                    |

- Datos: Q55059
- Multimedia: Montefredane / Q55059

1. ↑  Worldpostalcodes.org, código postal n.º 83030.
2. ↑  «Codici Catastali». Comuni-italiani.it (en italiano). Consultado el 29 de abril de 2017.